# Гуннеманния дымянколистая
Гуннеманния дымянколистая (лат. Hunnemannia fumariifolia) — вид травянистых растений рода Гуннеманния (Hunnemannia) семейства Маковые (Papaveraceae), растёт в высокогорных районах Мексики. Также называют «тюльпанный мак» (англ. tulip poppy) и «мексиканский тюльпанный мак» (англ. Mexican tulip poppy).

## Ареал и местообитание

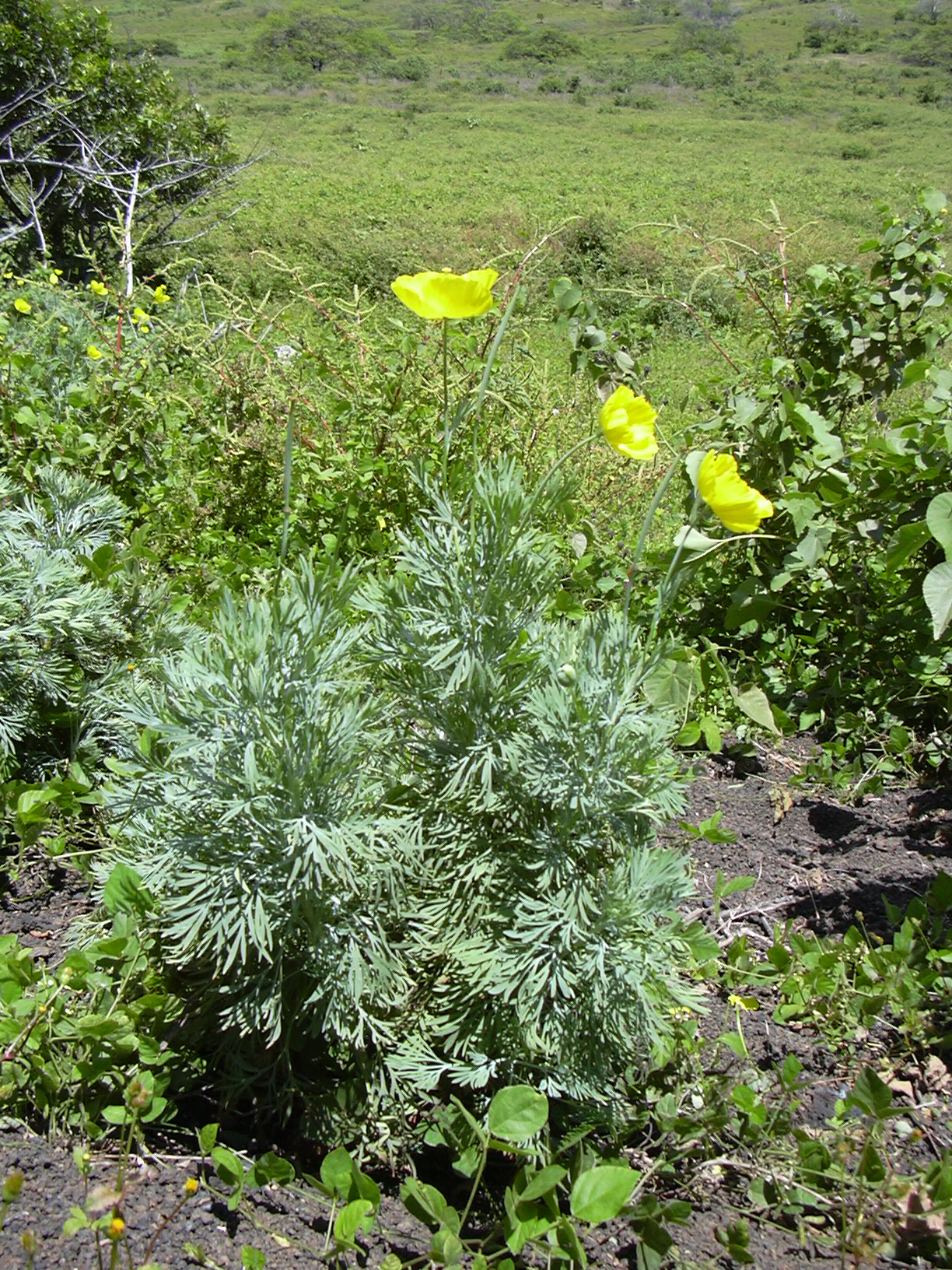
Куст Гуннеманнии дымянколистой.

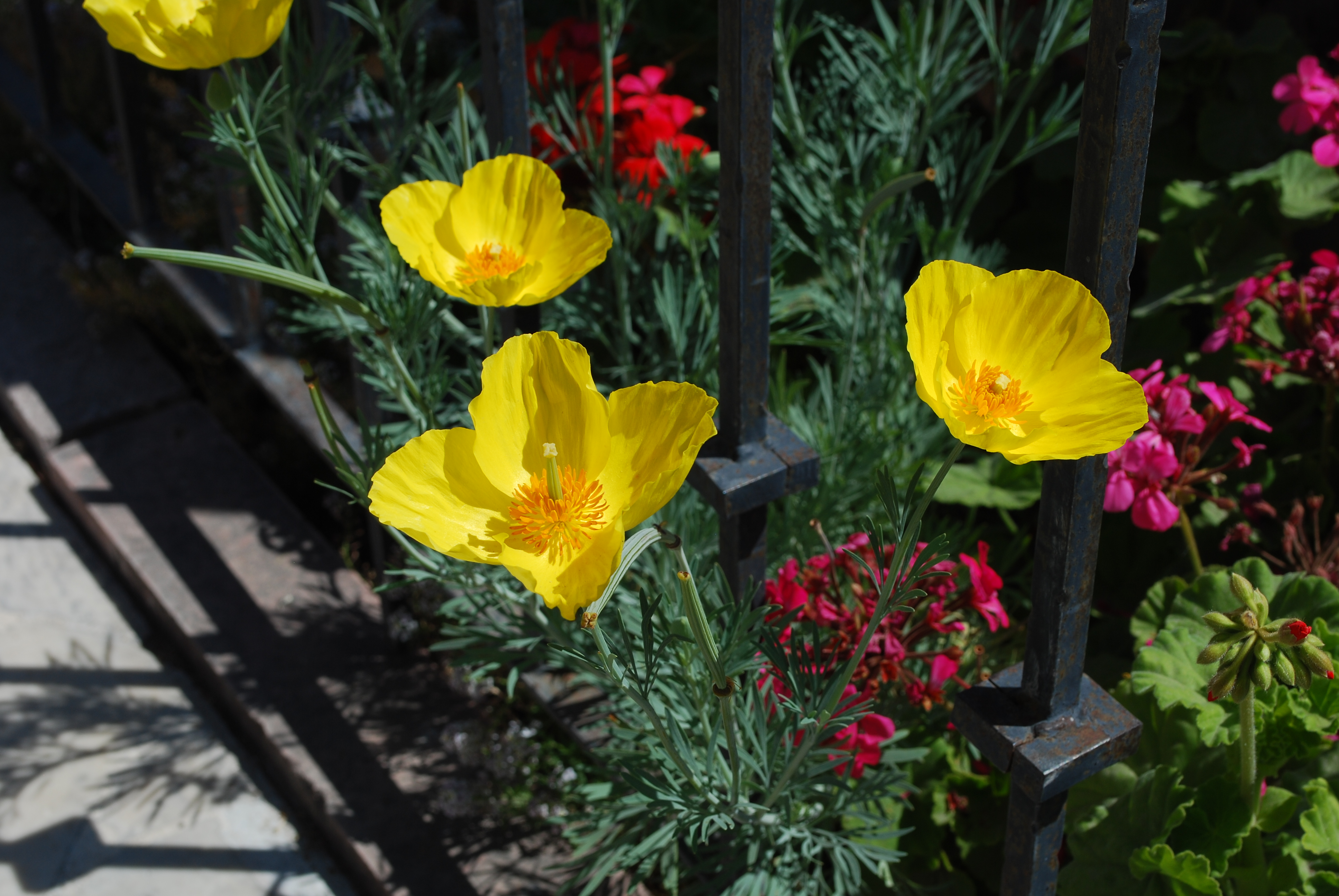
Цветок.

Произрастает в высокогорной местности на высоте 1500-2000 м над уровнем моря в пустыне Чиуауа на юге и в центральном регионе Мексики. Предпочитает скалистую местность, но встречается также вдоль дорог.

## Описание

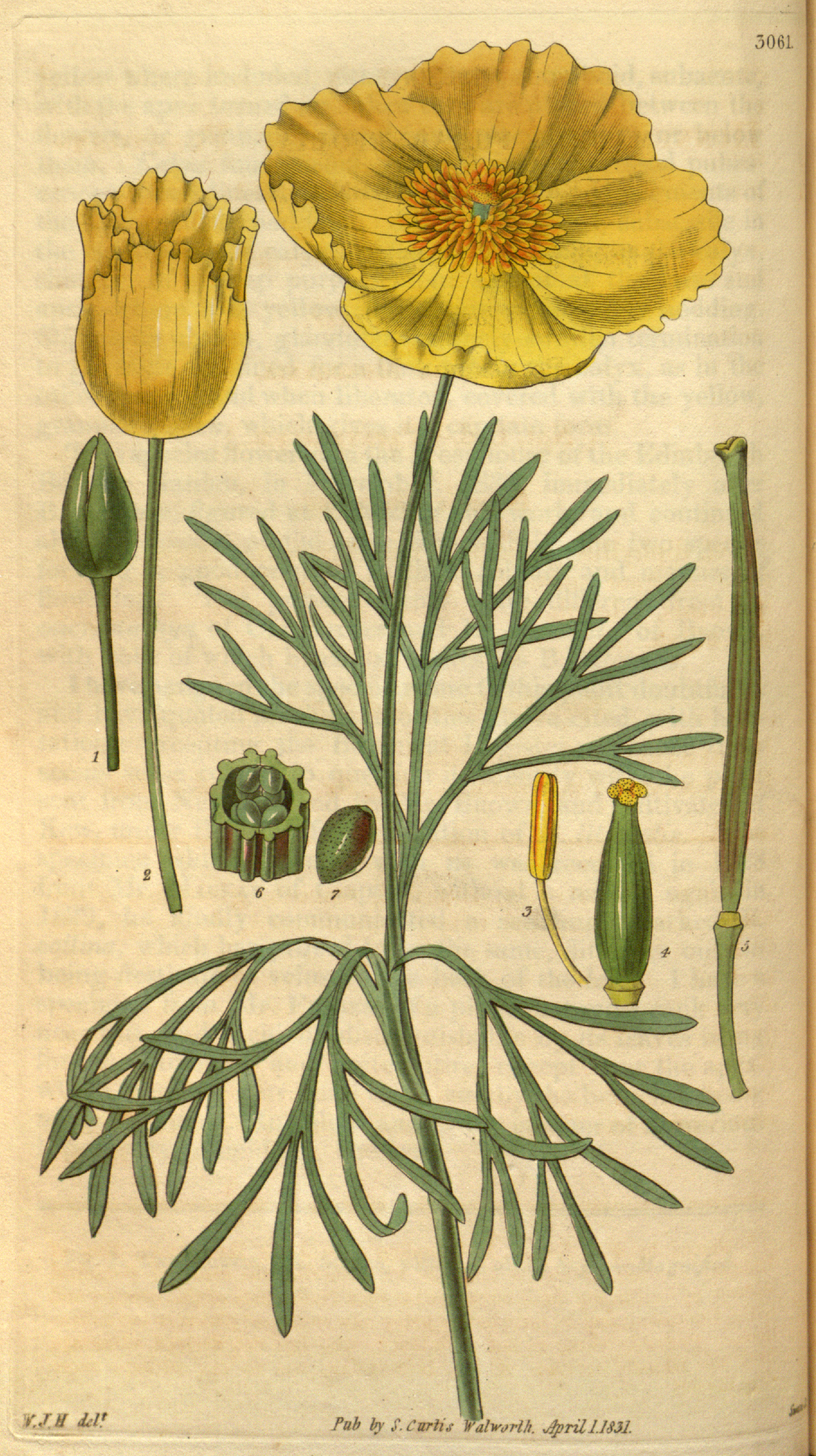
Ботаническая иллюстрация Hunnemannia fumariifolia.

Гуннеманния дымянколистая — многолетнее травянистое растение. Стебель прямой и древовидный у основания, достигает 60 см в высоту. Листья напоминают листья маков рода Эшшольция, сегментированы на тонкие серо-зелёные доли. Цветы одиночные с жёлтой чашей из четырёх перекрывающих друг друга лепестков, 5-7 см. Форма цветка напоминает тюльпан. Тычинки оранжевого цвета. Плод — длинная тонкая коробочка, также напоминает плод Эшшольции.

## Культивирование
Цветок культивируется в Европе и Северной Америке как в открытом, так и в закрытом грунте. Используется также для срезки. В холодном климате растёт как однолетняя культура. Сорт «Sunlite» отличается лимонным цветом лепестков.